# Ясногурська Софія Євстахіївна
Софія Євстахіївна Ясногурська (* 10 квітня 1940, с. Новий Яричів, Львівщина) — радянська спортсменка (лижні перегони, велоспорт, спортивне орієнтування). Майстер спорту з 1965 року.
Закінчила Львівський інститут фізкультури (1963). Протягом 1959–1961 років — член збірної команди з лижного спорту ДСТ «Колос». Призерка всесоюзних сільських ігор з лижних перегонів (1960), чемпіонка Всесоюзних студентських ігор з велосипедного спорту (1963). Звання «майстер спорту» отримала в 1965 році. Чемпіонка України зі спортивного орієнтування на лижах (1968), літнього спортивного орієнтування (1968–1969). У 1960–1971 роках — член збірної Львівської області з лижних перегонів і велосипедного спорту.
За час роботи тренером підготувала близько 25 спортсменів 1-го розряду і членів збірної області з лижних перегонів.